# Frères Lebrun
Pour les articles homonymes, voir Lebrun.
Les frères Lebrun fait référence a une fratrie de deux pongistes français : Alexis (né en 2003) et Félix Lebrun (né en 2006), qui renouvellent par leurs prestations sportives et leur duo (mais aussi leur rivalité en titre individuel) l'attrait pour ce sport en France, faisant figures de phénomènes et attirant les médias. Ils sont, en novembre 2024, numéro 1 mondial en double masculin et premiers Français à l'être, numéro 4 mondial en individuel pour Félix, et numéro 14 pour Alexis et les deux meilleurs pongistes français. 
Ayant accédé à la même période au haut niveau du tennis de table mondial et à la notoriété, s'entrainant ensemble à Montpellier et étant très fréquemment associés en double (ils ont été ainsi plusieurs fois titrés champions de France en double), les médias français ont pris l'habitude de les nommer les frères Lebrun. En Chine et au Japon, ils sont surnommés les frères Lunettes car ils portent des lunettes pendant leurs matchs, chose très rare en Asie,.